# 니나 주시코바

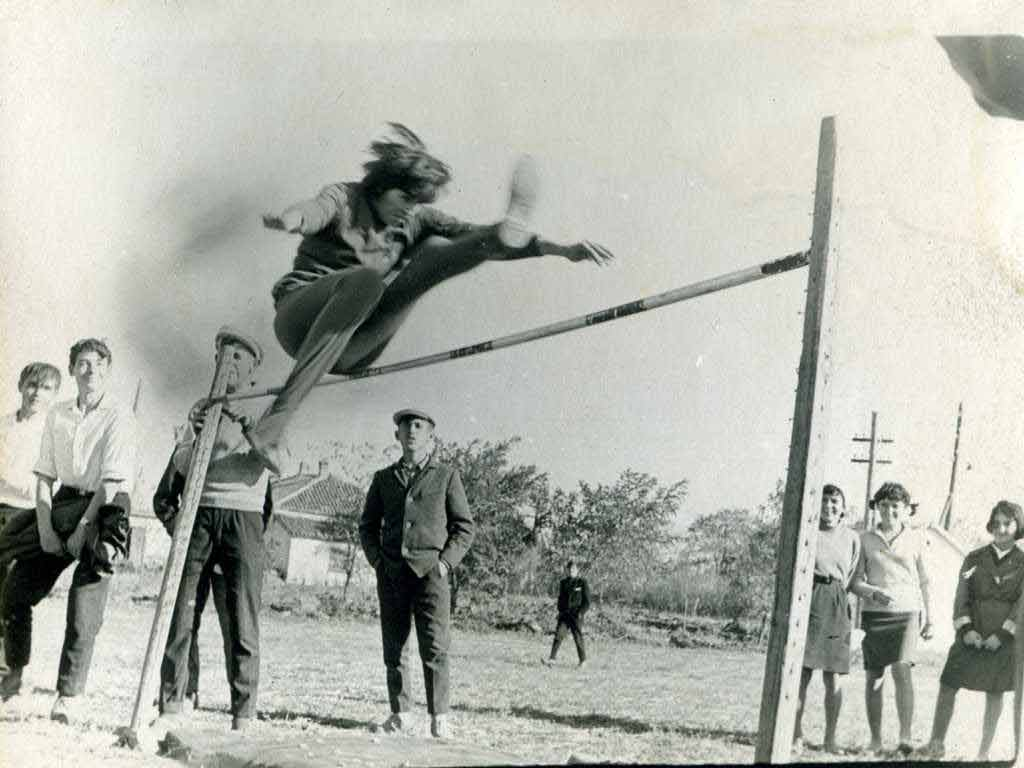

니나 아나톨리예브나 주시코바(러시아어: Нина Анатольевна Зюськова, 우크라이나어: Ніна Анатоліївна Зюськова 니나 아나톨리이우나 주스코바[*], 1952년 5월 3일 ~ )는 주로 400m 경기에 참가한 우크라이나의 육상 선수로 소련을 대표하였다.
키 180cm, 몸무게 67kg인 주시코바는 1980년 모스크바 올림픽에 참가하여 자신의 팀 동료 타티야나 프로로첸코, 타티야나 고이시치크, 이리나 나자로바와 함께 여자 1600m 계주에서 금메달을 획득하였다.

## 참조
1. ↑  “Profile”. 2007년 2월 19일에 원본 문서에서 보존된 문서. 2007년 3월 11일에 확인함.